# Anna Crexells Sender
Anna Crexells Sender (Barcelona) és una pianista de cambra i repertorista vocal catalana.
Va obtenir el Títol de Grau Superior de Piano amb Cecilio Tieles i el Títol de Grau Superior de Música de Cambra amb Àngel Soler al Conservatori Superior del Liceu, i el Màster d'Acompanyament Vocal amb Maciej Pikulski a Musikene.
És col·laboradora habitual i sovint pianista oficial de diverses entitats com l'Òpera d'Oviedo, La Maestranza de Sevilla, el Gran Teatre del Liceu, el Palau de la Música Catalana, el Concurs Internacional Francesc Viñas, el Conservatori del Liceu, la Schubertíada de Vilabertran, entre molts altres.
És pianista acompanyant en classes magistrals de reconeguts cantants com Carmen Bustamante, Eduard Giménez, Jaume Aragall, Juan Pons, Teresa Berganza, Josep Carreras, Francisco Araiza, Dolora Zajick, Mariella Devia, Eva Marton.

## Discografia
- Cristòfor Taltabull: Les Set Paraules de Crist/Comiat de l'Ànima/Cançons xineses a la Creu Orquestra de Cambra de Granollers, dir. Jordi Lluch, Josep Fadó (tenor) & Cor Ciutat de Mataró.
- Robert Gerhardt: Vocal Folksongs amb Anna Alàs i Jové (Mezzosoprano)